# Apogonia splendidula
Apogonia splendidula är en skalbaggsart som beskrevs av Moser 1919. Apogonia splendidula ingår i släktet Apogonia och familjen Melolonthidae. Inga underarter finns listade i Catalogue of Life.